# Dugay Islet
Dugay Islet är en ö i Australien. Den ligger i kommunen Circular Head och delstaten Tasmanien, i den sydöstra delen av landet, omkring 330 kilometer nordväst om delstatshuvudstaden Hobart.
Genomsnittlig årsnederbörd är 1 428 millimeter. Den regnigaste månaden är augusti, med i genomsnitt 220 mm nederbörd, och den torraste är februari, med 46 mm nederbörd.